# Lívia Rév
Lívia Rév (Budapest, 5 de julio de 1916 – París, 28 de marzo de 2018), fue una pianista y profesora de piano húngara. Comenzó su carrera en 1925 y la continuó hasta una edad avanzada. Fue considerada una de las mejores intérpretes de Chopin y Debussy de su época.

Lívia Rév nació en Budapest, proveniente de una familia de músicos. A la edad de 9 años, ganó el Grand Prix des Enfants Prodiges, un concurso para niños talentosos con capacidad musical. A la edad de 12 años se presentó por primera vez con la Orquesta Sinfónica de Budapest. 
En 1938 se graduó de la Academia de Música Franz Liszt en 1938, en donde tuvo como profesores a Leó Weiner y Arnold Székely. Posteriormente, continuó sus estudios en el Conservatorio de Leipzig con Robert Teichmüller y luego en el Conservatorio de Viena con Paul Weingarten. 
En 1946, unos meses después del fin de la Segunda Guerra Mundial, Rév abandonó Hungría y se trasladó a Francia, y fue aquí donde comenzó su carrera internacional, con interpretaciones bajo la dirección de directores como Adrian Boult, André Cluytens, Eugen Jochum, Josef Krips y Rafael Kubelík. Sus interpretaciones concluyeron con importantes grabaciones en solitario, como los Preludios de Debussy, los Nocturnos de Chopin y las Canciones sin palabras de Felix Mendelssohn.
En 1963, Rév tuvo su primera aparición en Estados Unidos, gracias a una invitación del Instituto Rockefeller. Posteriormente hizo una interpretación en The Town Hall, en Nueva York.
En los últimos años de su vida, Rév se enfocó en la enseñanza en la Université Musicale Internationale de París (UMIP) y dio una clase magistral anual en el Institut Húngaro de Paris en París. Rév ofreció su último concierto en 2012 a la edad de 96 años en la facultad de música de la Universidad de Szeged en Hungría.
Falleció en París, el 28 de marzo de 2018, a los 101 años de edad.